# Ogar (wieś)
Ogar (cyr. Огар) – wieś w Serbii, w Wojwodinie, w okręgu sremskim, w gminie Pećinci. W 2011 roku liczyła 1040 mieszkańców.